# Boechera duchesnensis
Boechera duchesnensis är en korsblommig växtart som först beskrevs av Reed Clark Rollins, och fick sitt nu gällande namn av Windham, Al-shehbaz och Allphin. Boechera duchesnensis ingår i släktet indiantravar, och familjen korsblommiga växter. Inga underarter finns listade i Catalogue of Life.